# جاسم محمد عبود حمادي
جاسم محمد عبود حُمّادي العميري ( 1 تموز 1964 - ) قاضٍ عراقي، تدرج في عدة محاكم عراقية حتى عُيّن رئيساً للمحكمة الاتحادية العليا، بعد تصويت مجلس النواب العراقي يوم 15 آذار سنة 2021.

## الدراسة
- كلية القانون جامعة بغداد.
- دبلوم عالي في العلوم القضائية من المعهد القضائي العراقي في بغداد.

## مناصب
1. رئيس المحكمة الاتحادية العليا
2. مكلف بمهام رئاسة هيئة الاشراف القضائي سنة 2017
3. مكلف بمهام رئاسة محكمة استئناف بغداد/الرصافة الاتحادية سنة 2015.
4. مكلف بمهام رئاسة محكمة استئناف ديالى الاتحادية سنة 2012.
5. قاضٍ في المحاكم المدنية والمحاكم الجنائية من سنة 2001 إلى سنة 2012.
6. عين قاضياً في محافظة كركوك سنة 2001
7. مدرّس في المعهد القضائي في بغداد من سنة 1999 إلى سنة 2001

## بحوث
1. تصرف الشريك في المال الشائع.
2. الجرائم الارهابية في التشريع العراقي والتشريعات المقارنة.
3. السلطات الاتحادية واختصاصاتها في الدستور العراقي لسنة 2005.[5]